# Zetsteen

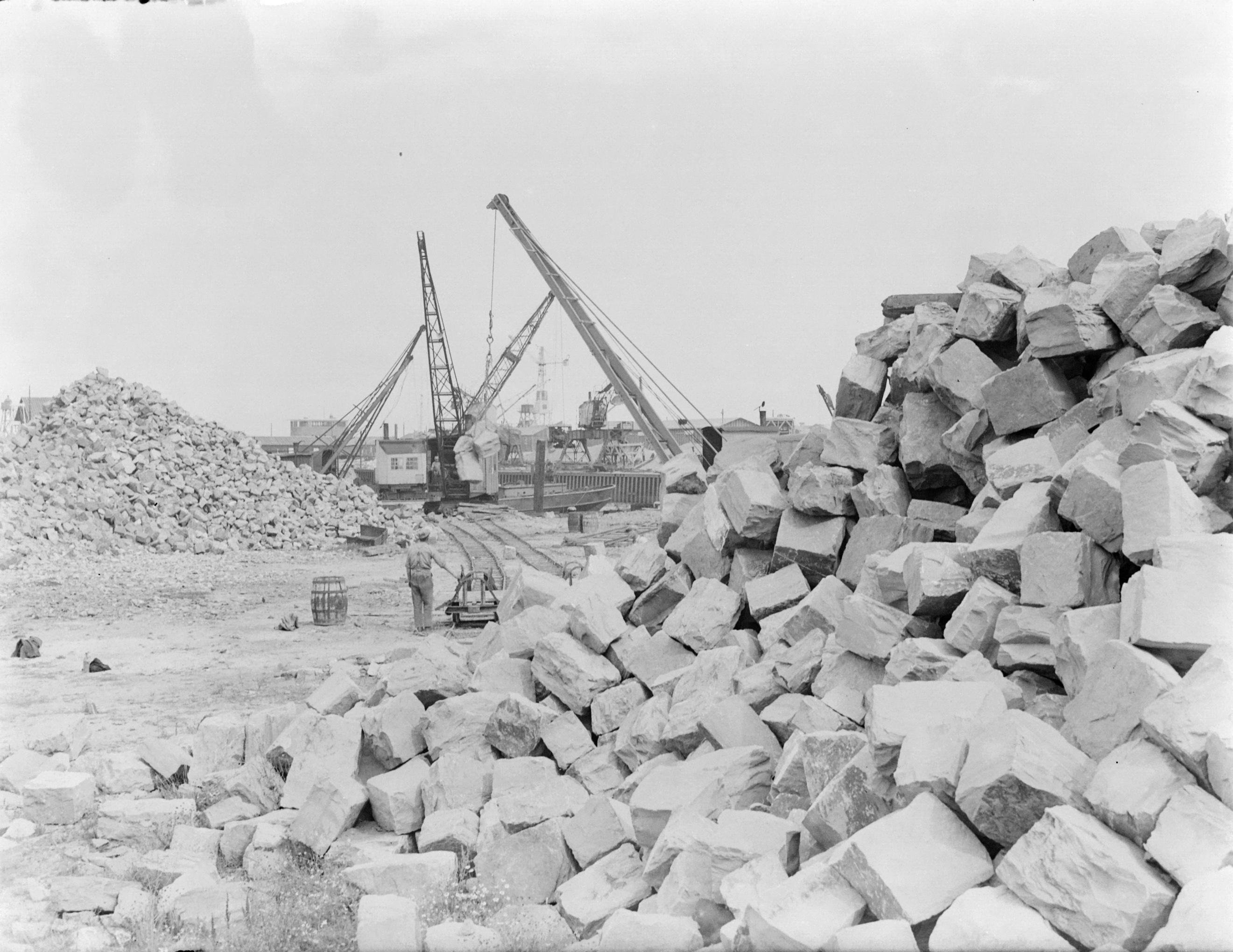
Opslag van zetsteen (basaltzuilen) voor de aanleg van de Afsluitdijk (rond 1930)

Zetsteen is een term uit de waterbouw. Zetstenen worden gebruikt als bekleding voor dijken, golfbrekers en andere waterbouwkundige werken.
De stenen worden geplaatst op een laag zand of klei en ze worden naast elkaar gezet. De stenen vormen zo een harde laag die de constructie beschermt tegen erosie door golven.
Als zetsteen worden diverse steensoorten gebruikt, waaronder basaltzuilen, zwerfkeien en op maat gemaakt beton. Meestal hebben deze zetstenen een diameter van 1 à 2 decimeter. In het verleden werden deze stenen handmatig gezet, maar ARBO-regels staan dat niet meer toe. Er worden daarom vooral betonzuilen gebruikt omdat deze makkelijk met machines gezet kunnen worden. Het machinaal zetten van natuursteen is ook mogelijk, maar vrij gecompliceerd en daardoor duur.